# 奥佩拉
奥佩拉（義大利語：Opera），是意大利米兰广域市的一个市镇。总面积7.29平方公里，人口13751人，人口密度1886.3人/平方公里（2009年）。国家统计（ISTAT）代码为015159。